# استن کامینز
استن کامینز (انگلیسی: Stan Cummins؛ زادهٔ ۶ دسامبر ۱۹۵۸) بازیکن فوتبال اهل بریتانیا است.
از باشگاه‌هایی که در آن بازی کرده‌است می‌توان به باشگاه فوتبال میدلزبرو، باشگاه فوتبال کریستال پالاس، و باشگاه فوتبال ساندرلند اشاره کرد.